# Jéhu
Pour les articles homonymes, voir Jéhu (homonymie).
Jéhu (hébreu : יהוא (Jéhu)), fils de Jehoshaphat, et petit-fils de Nimshi (en), est le dixième roi d'Israël, de -841 à -814.

## Présentation
Selon la Bible, Jéhu est un général de l'armée du roi Joram. À la suite de la défaite du siège de Ramoth en Galaad, au cours duquel Joram est blessé, Jéhu soulève l'armée contre lui et le renverse : il tue Joram à Jezraël d'une flèche dans le dos et fait jeter son corps dans le champ de Naboth, jadis tué et spolié par les parents de Joram. Jéhu tue également les enfants de Joram et sa mère Jézabel. Il réalise ainsi la prophétie d'Élie de vengeance divine contre Jézabel et succède à Joram. Il règne 28 ans en Israël, à Samarie.

### Dans la Bible
Son règne est évoqué dans le Deuxième livre des Rois.

### Règne
Selon la Bible, Jéhu, après avoir pris le pouvoir contre la maison d'Omri, est oint roi d'Israël par un disciple du prophète Élisée, avec ordre de châtier la maison d'Achab et d'exercer la vengeance divine contre Jézabel.
Il tue ainsi le roi d'Israël Joram, fils d’Achab et de Jézabel, et prend sa succession. Il fait également tuer Ochozias, roi de Juda et témoin de son crime. Puis il fait tuer Jézabel et 70 autres descendants d'Achab, ainsi que les frères d'Ochozias.
Sur le plan religieux, il supprime d'Israël le culte de Baal introduit par Achab en détruisant son temple et en massacrant ses prêtres, mais il ne s'attaque pas au culte des veaux d'or, instauré par Jéroboam Ier. Dans le récit deutéronomiste et post-deutéronomiste à caractère prophétique du deuxième livre des Rois, il y est présenté comme un défenseur de la cause de Yahweh contre Baal, rappelant que Yahweh devint définitivement la divinité la plus importante en Israël à cette époque.
Sur le plan militaire, Jéhu est attaqué par Hazaël, roi de Aram-Damas, et cherche un appui auprès de Salmanazar III, roi d'Assyrie. Pour cela, il lui paie un tribut, mais cela ne suffit pas à délivrer complètement Jéhu d'Hazaël. Jéhu perd la partie de son royaume situé à l'est du Jourdain.
À sa mort, il est inhumé à Samarie et son fils Joachaz lui succède.

## Chronologie
William F. Albright date son règne autour de -842  à -815, alors que Edwin R. Thiele propose -841 à -814.

## Galerie

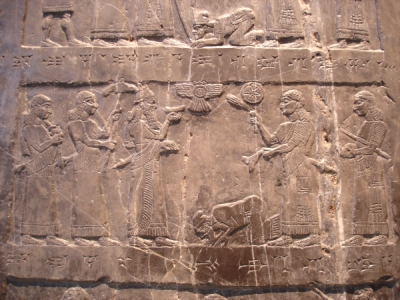
Jéhu représenté devant Salmanazar III sur l'obélisque noir.
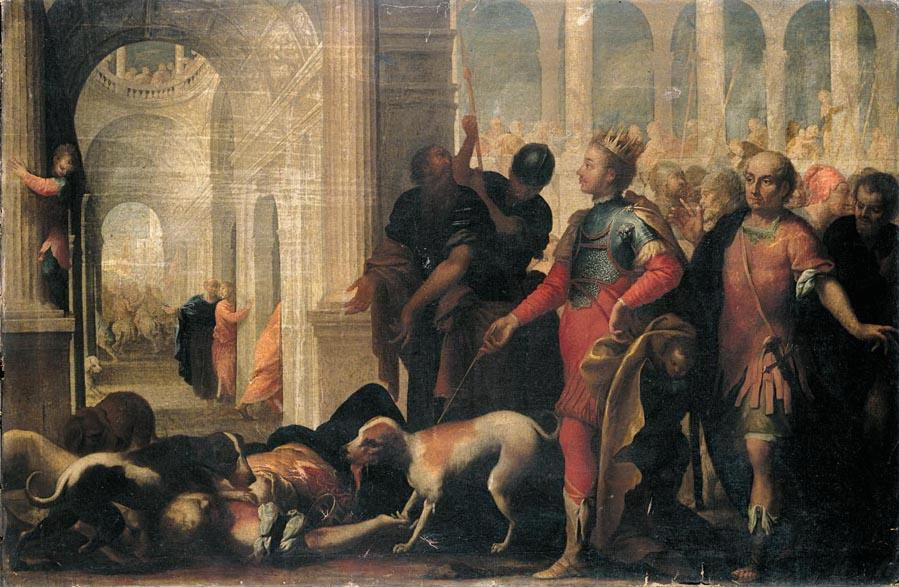
Punition de la reine Jézabel par Jéhu, par Andrea Celesti.

## Cinéma
Le rôle de Jéhu est interprété par :
- George Nader dans Sins of Jezebel (1953)